# Atelierwoning Marc Dessauvage
De Atelierwoning Marc Dessauvage was de privéwoning met kantoor van de gelijknamige architect te Zedelgem.

## Toelichting

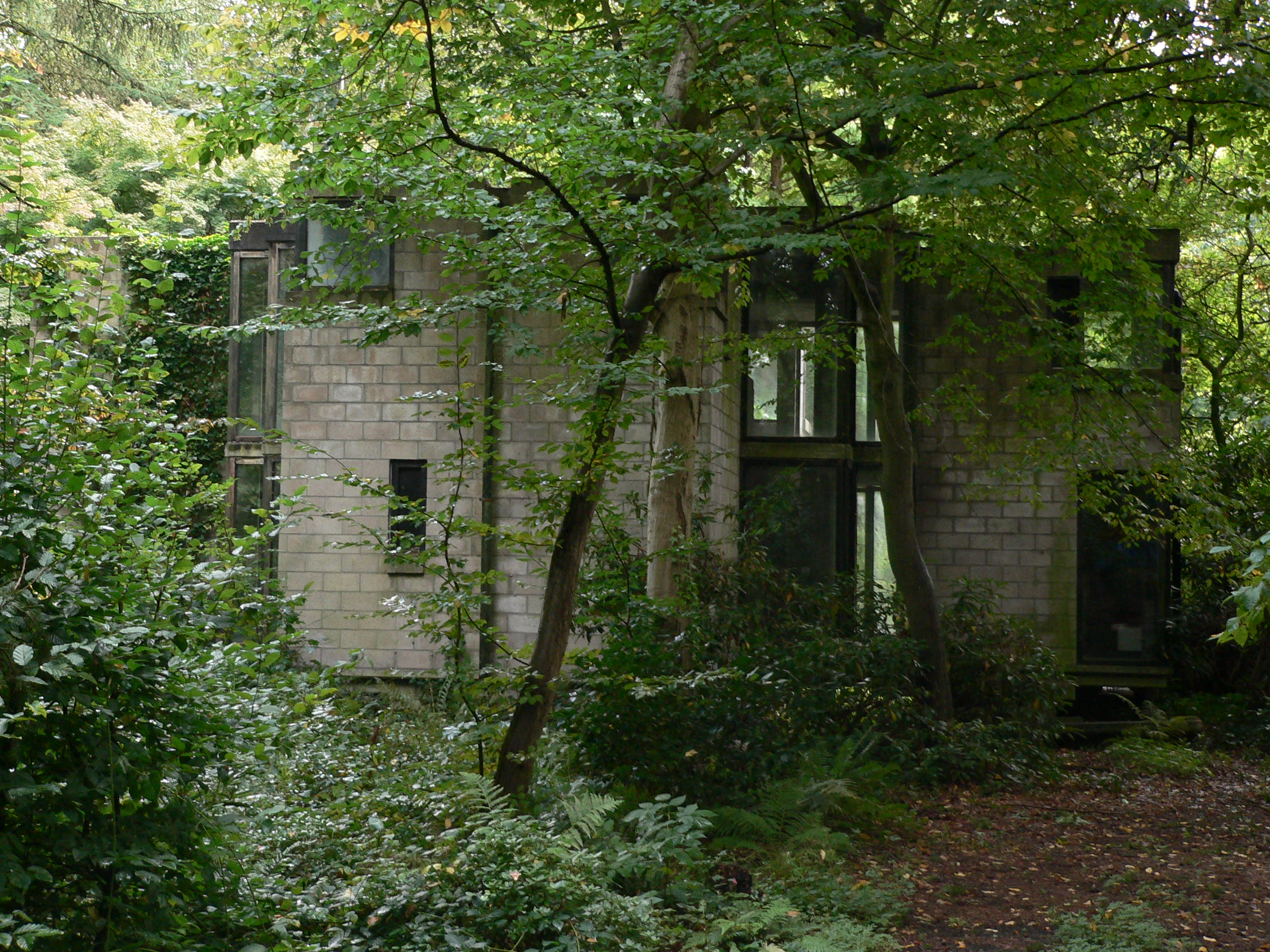
Atelierwoning Marc Dessauvage

Architect Marc Dessauvage ontwierp en bouwde deze atelierwoning in de jaren 1978-1980 als kantoor en privéwoning aan de Bronnendreef 7 te Loppem, een deelgemeente van Zedelgem. Het gebouw werd in 2008 beschermd als monument. De woning vertoont in het grondplan overeenkomsten met de Villa Rotanda van Andrea Palladio en kreeg daarom de naam Villa Palladio.

Het huis is ingeplant in een residentiële wijk in een bosrijk verkaveld gebied. De woning wordt gekenmerkt door een strakke geometrie van een uitgewerkt rooster van vierkanten, geordend rond een centraal trappenhuis. De woning heeft een kruisvormig grondplan met vijf vierkante modules. De vier kruisarmen vormen vierkanten met weggesneden hoeken die plaatsmaken voor glaswanden die zorgen voor een grote lichtheid. Het bouwconcept werd mede bepaald door de aanwezigheid van waterpartijen zoals natuurlijke en aangelegde grachten. De drassige ondergrond dwingt de architect ertoe om de woning te laten rusten op vier steunpunten. Door de aanwezigheid van water onder het huis lijkt de woning te zweven los van het maaiveld. 

De beperkte woonruimte straalt een sterke ruimtelijkheid uit door de inwendige open structuur zonder binnenmuren. De uitgekiende plaatsing van binnenwanden biedt de nodige privacy. 
In tegenstelling tot zijn meer organisch uitgewerkte woningen wendde de ontwerper vanaf 1965 een meer formele taal gekenmerkt door een strakke geometrie aan. De daardoor ontstane breuk met de natuurlijke omgeving verzacht de ontwerper door deze laatste structureel aan te passen. De onbewerkte betonnen buitenmuren versterken de symbiose met het omgevende groen.